# Edam
Edam is een stad in de Nederlandse provincie Noord-Holland. Samen met Volendam vormt Edam de gemeente Edam-Volendam. De stad telt ongeveer 7.395 inwoners. De gehele gemeente Edam-Volendam telde op 22 november 2024 36.917 inwoners. Oorspronkelijk lag de stad aan het riviertje de IJe of E en heette het ook wel IJedam. Daar is Edam van afgeleid.

## Geschiedenis
Edam ontstond bij een dam aan de IJe of E die in de Zuiderzee uitmondde. Omstreeks 1230 werden de zeegaten van de Zuiderzee afgedamd. Bij de dam moesten de goederen worden overgeladen en kon tol worden geheven. Zo kon Edam tot een handelsplaats uitgroeien. Scheepsbouw, haringvisserij en kaashandel brachten Edam tot grote bloei.
Volgens een legende zouden de Edammers in 1219 op een kruistocht de Haarlemmers te hulp zijn gekomen bij de belegering van Damietta in Egypte. Als beloning voor hun dappere optreden mochten de Edammers van de Duitse keizer drie sterren in hun wapen opnemen.
Graaf Willem V verleende Edam in 1357 stadsrechten, niet in de laatste plaats uit eigenbelang. In deze tijd woedde namelijk de strijd tussen de Hoeken en de Kabeljauwen: een gevecht om de macht tussen het grafelijke gezag en de regenten in de steden. Het was voor Graaf Willem V belangrijk om de steden aan zijn kant te krijgen. Maar ook voor de inwoners stond veel op het spel. Zo nam de rechtszekerheid voor de burgers toe, omdat schout en schepenen nu zelf recht konden spreken. Heel belangrijk is dat Edam toestemming kreeg om een nieuwe haven naar zee te graven. Dit werden er twee: de Voorhaven en het Oorgat. Daarmee ontstond niet alleen een veel betere scheepvaartverbinding met de stad, maar binnen- en buitenlandse handelsschepen konden nu veel makkelijker via het Purmermeer naar andere grote Noord-Hollandse steden varen. Ook mocht driemaal per jaar een markt worden gehouden. Al deze gebeurtenissen droegen bij aan de economische groei van de nieuwe stad.
De kaasmarkt had vanaf de zestiende eeuw in belangrijke mate de economie van Edam bepaald. Op 16 april 1526 kreeg Edam van keizer Karel V het recht van vrije weekmarkt alsmede het recht van Waag, waarvoor jaarlijks 90 gulden aan de grafelijkheid moest worden betaald. Op 2 maart 1574 werd dit recht van Waag door Willem van Oranje eeuwigdurend vergeven als dank voor de goede samenwerking tijdens het beleg van Alkmaar.
In 1544 bepaalde Karel V dat de open verbinding van Edam met de Zuiderzee moest worden gesloten om het achterland te beschermen tegen de werking van eb en vloed. Edam was hier zeer fel tegen gekant, omdat men vreesde dat zonder de schurende werking van het getij de haven zou kunnen dichtslibben. In 1570 vernielden de Edammers dan ook de sluisdeuren. De sluis betekende het einde van de ambities van Edam om nog eens tot een grote havenstad uit te groeien.

### Watersnood

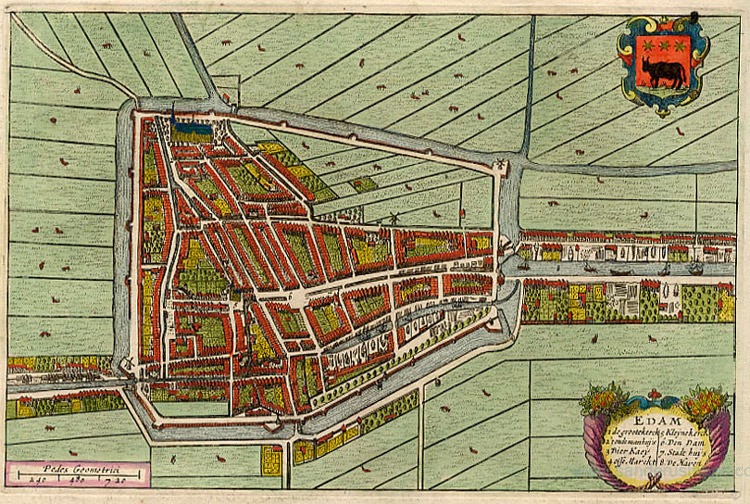
Joan Blaeu. Plattegrond van Edam. 1649

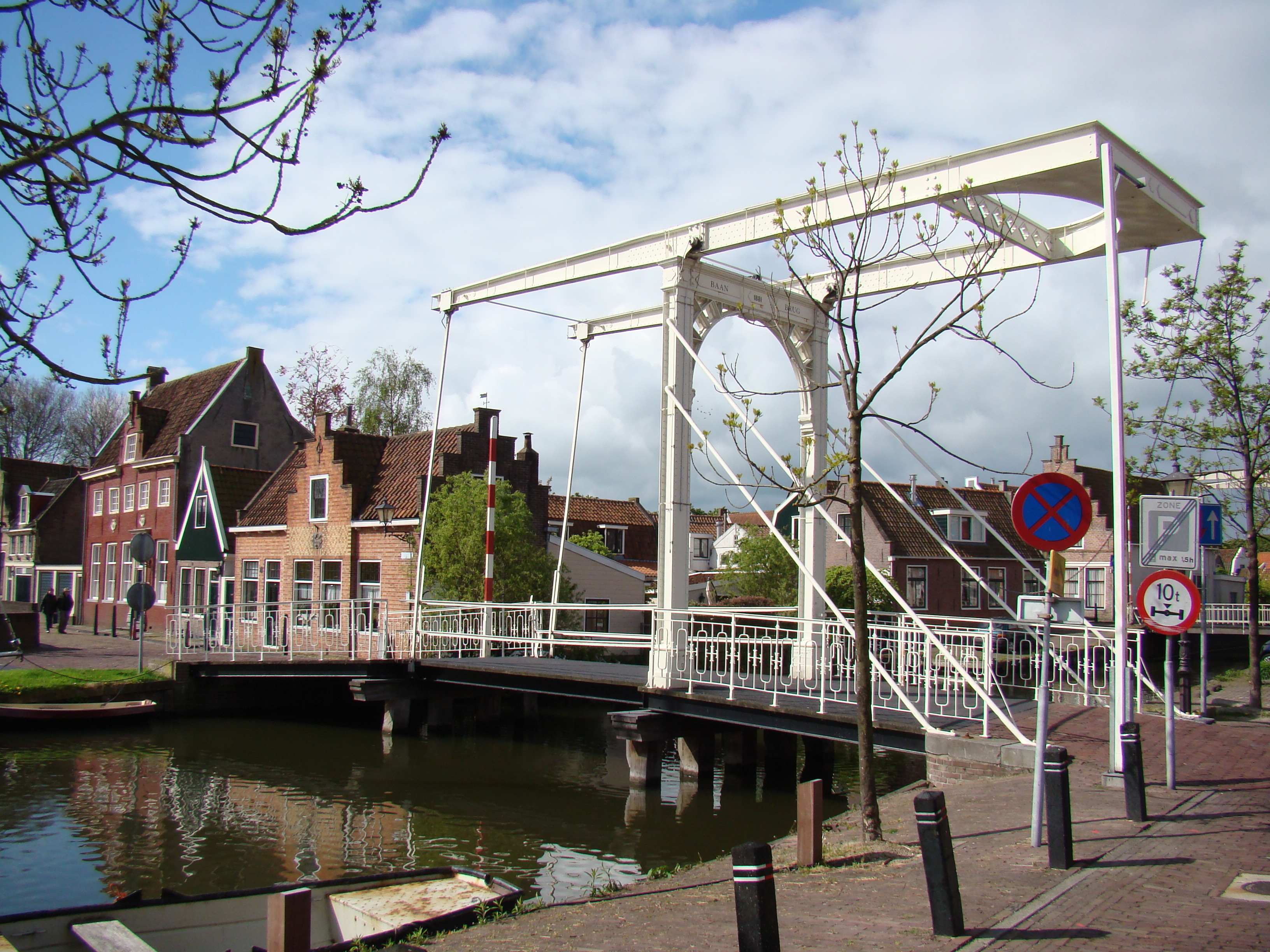
De Baanbrug over de Nieuwe Haven.

Edam heeft te kampen gehad met enkele watersnoden. De stormvloed van 1825 trof vooral de overkant van de Zuiderzee, maar in februari 1916 was er de zogenaamde Zuiderzeevloed, waarbij de wind uit het noordoosten kwam. Er vergingen enkele schepen (32 doden) en een groot deel van Noord-Holland kwam onder water te staan (19 doden). Achter de sluiswachterswoning bij de Edammersluis staat een paal met daarop aangegeven hoe hoog het water in 1916 heeft gestaan.

### Brand
In de vroege uren van 11 juli 1934 was Edam het toneel van een enorme brand, toen de N.V. Vereenigde Touwfabrieken in vlammen opgingen. De gloed van de uren durende vuurzee was tot in Amsterdam te zien. Toen er een hoofdkabel doorbrandde zat Edam ook nog in het donker. De uiteindelijke schade bedroeg twee miljoen gulden en liet 200 werknemers werkloos achter. De brand kende ook een conflict tussen opperbrandmeester Wark en burgemeester Kolfschoten. De laatste meende niet tijdig genoeg te zijn geïnformeerd over het ongelukkige voorval. Hij bedreigde de eerste met een revolver en ontsloeg hem ter plekke. Daarop sleepte de opperbrandmeester de burgemeester, die de gebeurtenis ontkende, voor de rechter. Uiteindelijk werd de kwestie na enkele weken geschikt.

## Het oude stadscentrum

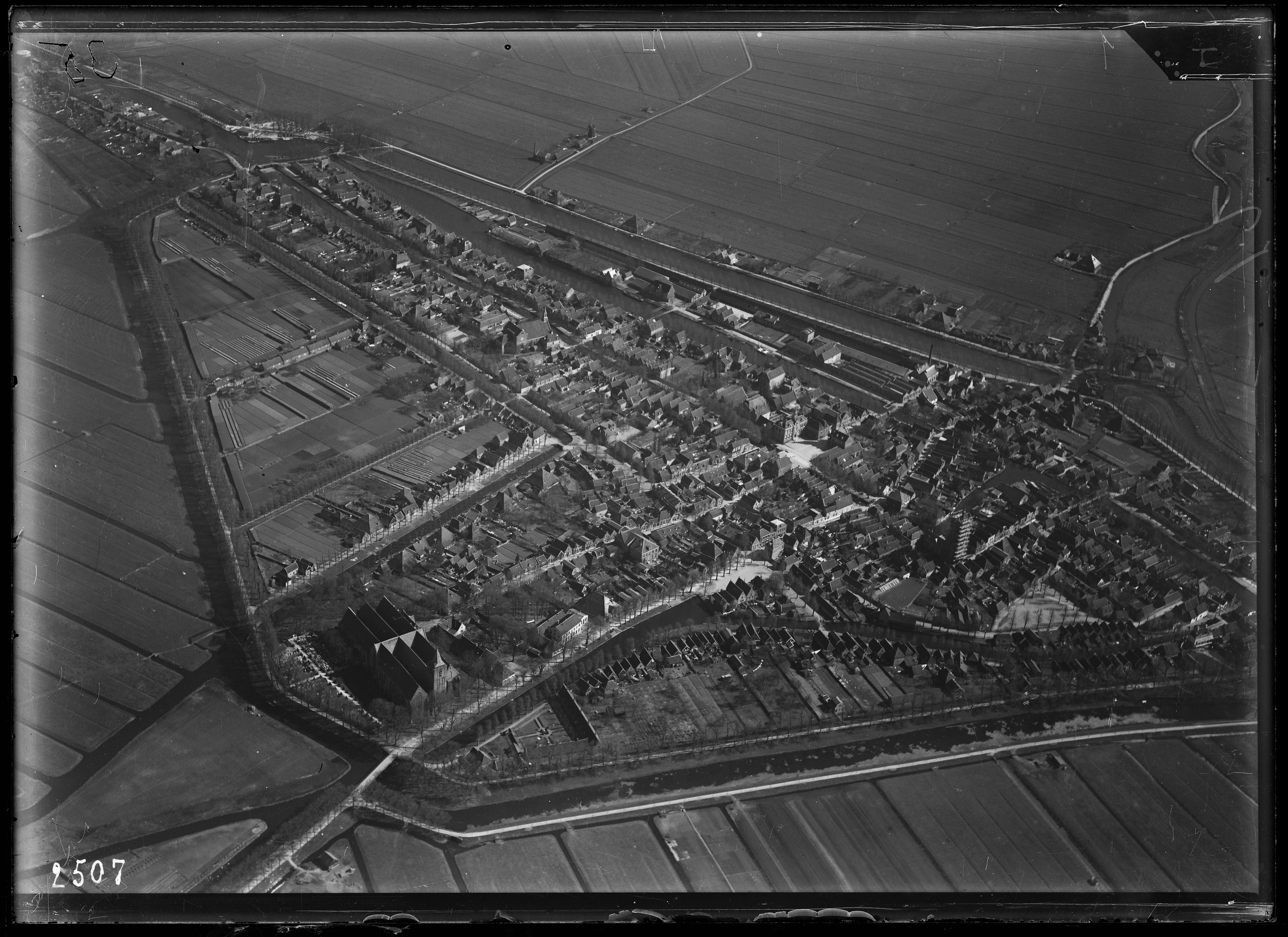
Luchtfoto van Edam (1920-1940), Nederlands Instituut voor Militaire Historie.

Het centrum binnen de oude vesting is aangewezen als beschermd stadsgezicht.
Kaart van het oude stadscentrum van Edam. (klik voor vergroting)

### Monumenten
Monumenten in het beschermde stadsdeel zijn onder andere:
- Grote of Sint-Nicolaaskerk uit 1626, met 15e-eeuwse speeltoren
- Kleine Kerk, met speeltoren
- Lutherse kerk, gebouwd tussen 1739-1741 met fronten in Lodewijk XIV-stijl
- Raadhuis, daterend uit de 15e eeuw, gerestaureerd in 1985
- Weeshuis, gerestaureerd in 1989.
- Damplein 8, oudste stenen huis van Edam
- Achterhaven 105, oudste (originele) houten huis van de stad
- Lijst van rijksmonumenten in Edam
- Lijst van gemeentelijke monumenten in Edam

## Kaasmarkt

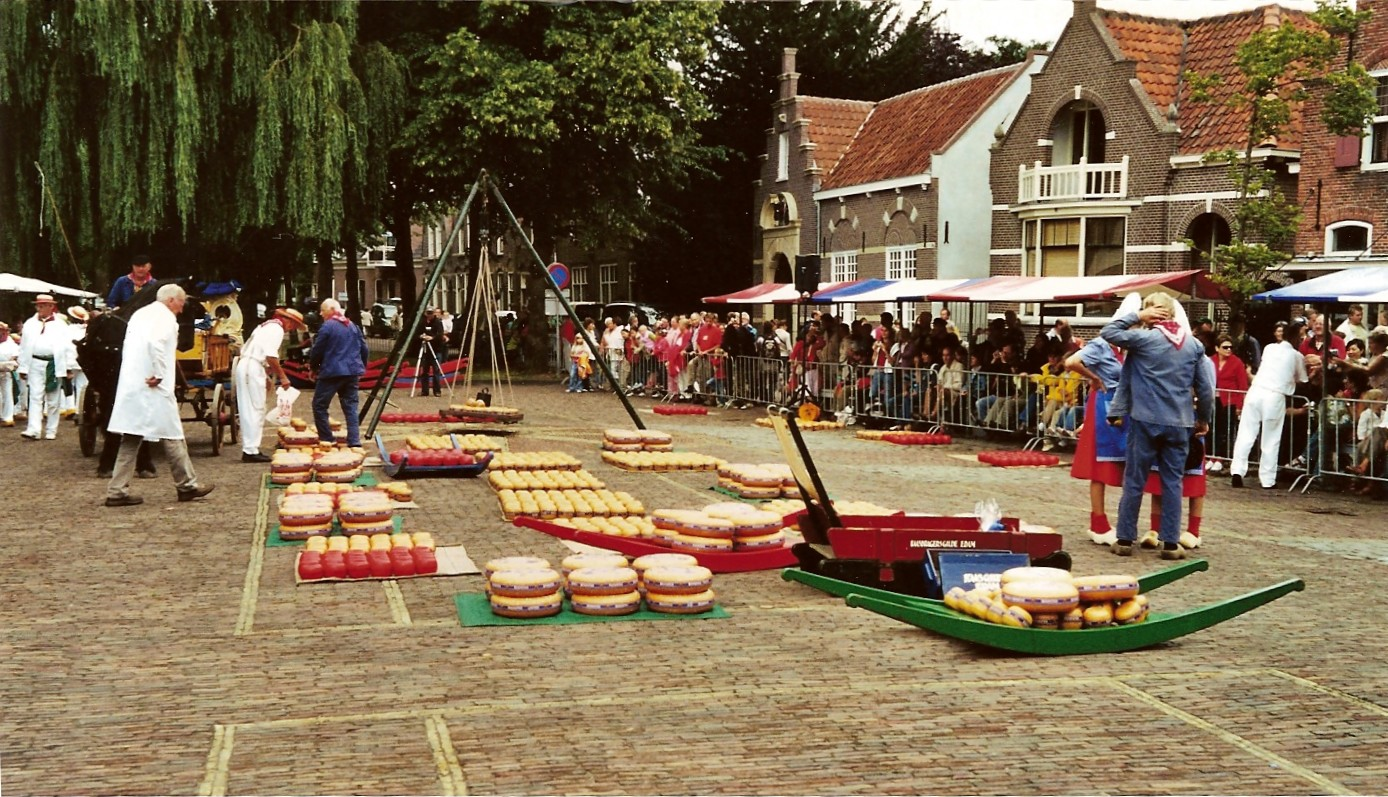
Kaasmarkt in Edam, augustus 2006.

Na de toekenning van het recht op een kaaswaag is er in Edam tot 1922 een commerciële kaasmarkt geweest waar de boeren uit de omtrek hun kaas kwamen verhandelen. De Edammer kaas werd naar de markt vervoerd met kleine bootjes. Na het lossen op een speciale loswal werd de kaas door kaasdragers naar de markt gebracht. Daar werd de kaas te koop aangeboden aan handelaren. Na eerst te zijn gekeurd werd door middel van loven en bieden, het ‘handjeklap’, de kiloprijs van de kaas vastgesteld. Vervolgens werden de kazen weer op een berrie geladen en naar de waag gebracht waar het gewicht werd vastgesteld. De kaas werd ten slotte met paard en kaasbrik naar het kaaspakhuis vervoerd om daar nog enige tijd te ‘rijpen’.
De kaasmarkt werd in 1989 weer nieuw leven ingeblazen. In de zomer (juli en augustus) wordt elke woensdag tussen 10:30 en 12:30 een toeristische versie van de kaasmarkt gehouden.

## 650 jaar stad
De stadsrechten die in 1357 aan Edam werden toegekend werden in 2007 uitgebreid gevierd. Ter ere van het 650-jarig bestaan waren er het hele jaar door diverse activiteiten. Van 19 juni tot en met 1 juli vond er een feestweek plaats met vele activiteiten. Aan het einde van de week kwamen 600 blokfluiters samen in de Grote Kerk, in een poging om een wereldrecord te vestigen in het Guinness Book of Records als grootste fluitenensemble aller tijden. Men dacht dat het bestaande wereldrecord 557 blokfluiters bedroeg, en dat de Edamse poging dus succesvol was (ondanks dat het streefgetal van 650 niet gehaald was). Later bleek echter dat initiatiefnemer Maisa van der Kolk zich bij haar recordaanvraag vergist te hebben in de vertaling van het woord 'blokfluit'. Ze had de poging namelijk ingeschreven als 'Largest Flute Ensemble', wat 'dwarsfluit' betekent. Het record voor het grootste blokfluitensemble was reeds in China gevestigd en had bestaan uit 6000 fluiters, waardoor het Edamse ensemble tekort geschoten bleek te zijn.

## Verkeer en vervoer

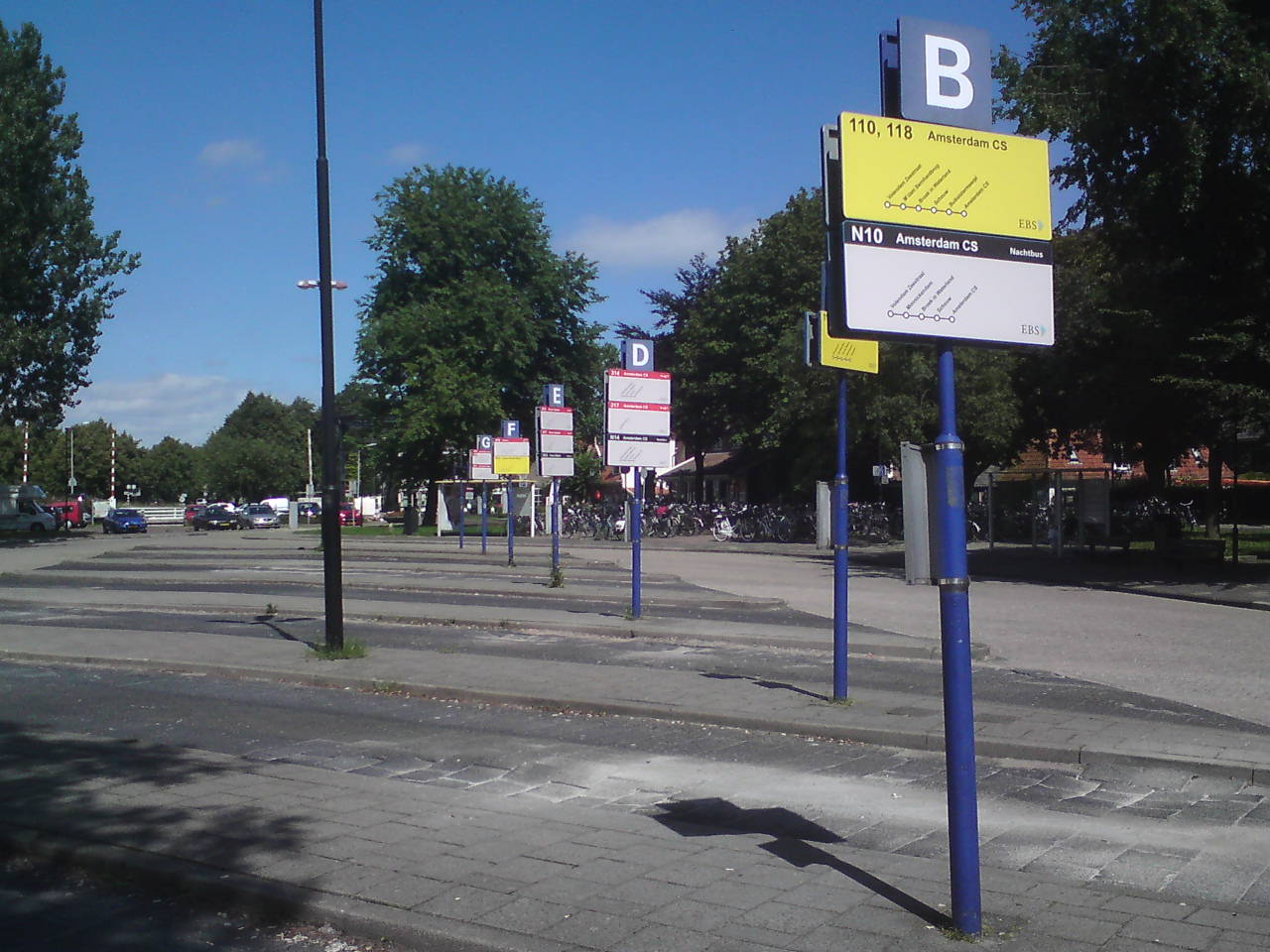
Busstation Edam

Edam is bereikbaar vanaf Purmerend via de N244. Vanaf Monnickendam en Hoorn vanaf de N247. Vanaf Volendam via de Zuidpolderzeedijk, de Dijkgraaf de Ruijterlaan, de Dijkgraaf Poschlaan en de N517/N247.

### Openbaar vervoer
De enige vorm van openbaar vervoer in Edam is sinds 1956 de bus. Aanvankelijk door de NACO, na 1972 door de NZH, vanaf 1999 door Connexxion en vanaf 2005 door Arriva. Het busvervoer wordt sinds 11 december 2011 verzorgd door EBS. Per bus is Edam goed verbonden met Amsterdam en Volendam. Daarnaast zijn er verbindingen met Purmerend en Hoorn.

### Tram
Van 1888 tot 1956 had Edam een metersporige tramverbinding via Monnickendam met Amsterdam-Noord. Aanvankelijk was het een stoomtram, vanaf 1932 een elektrische tram. Van 1905 tot 1944 had Edam een normaalsporige stoomtramverbinding met Volendam en Kwadijk. Van 1932 tot 1956 had Edam een metersporige elektrische tramverbinding met Volendam. Daarna namen bussen van de NACO het vervoer over. Het huidige busstation ligt op de plaats van het vroegere tramstation. Zie ook: de Waterlandse tram.

## Geboren in Edam
- Frans Taleman (actief ca. 1534/1535), uitgever van de werken van Dionysius de Kartuizer
- Trijntje Keever (1616-1633), met 254 cm waarschijnlijk de langste vrouw die ooit heeft geleefd
- Hermanus Reintjes (1744-1797), viceadmiraal
- Coen de Koning (1879-1954), schaatser, tweevoudig winnaar Elfstedentocht
- Jac. J. Koeman (1889-1978), beeldend kunstenaar
- Cor Jongert (1897-1970), winnaar Elfstedentocht 1940, samen met vier andere schaatsers
- Willem Jan Arend Kernkamp (1899-1956), jurist, minister
- Jaap Tol (1914-2006), R.K. priester, werkzaam in België
- Piet Smit (1921-1990), politicus
- George Groot (1942-2024), cabaretier, tekstdichter
- Evert Veerman (1949), zanger, gitarist, toetsenist en wereldreiziger
- Betty Schuurman (1962), actrice
- Martijn Smit (1963), politicus
- Ab Plugboer (1964), voetballer, voetbalcoach
- Helen Duval (1965), actrice en producente
- Martin Kok (1967-2016), Nederlands crimineel, websitecolumnist en misdaadverslaggever
- Mona Keijzer (1968), politica (CDA; BBB)
- Judith Uitermark (1971), politica (NSC)
- Maarten Woudenberg (1984), voetballer
- Denise Groot (1990), polsstokhoogspringster

## Afbeeldingen

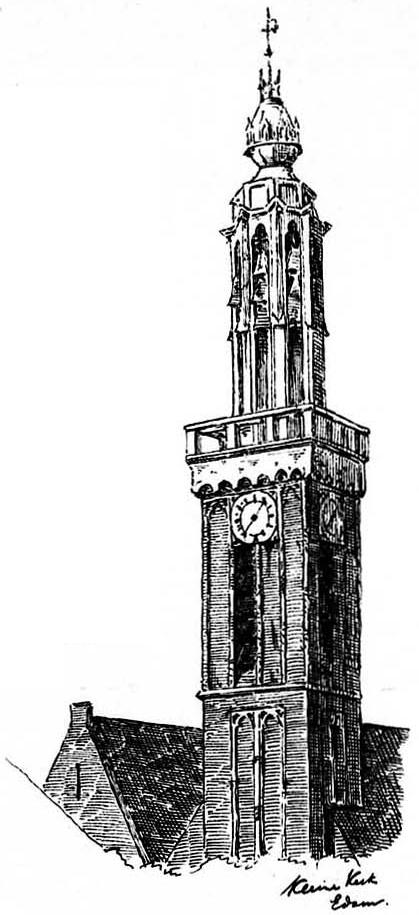
A.W. Weissman. Kleine Kerk. 1883.
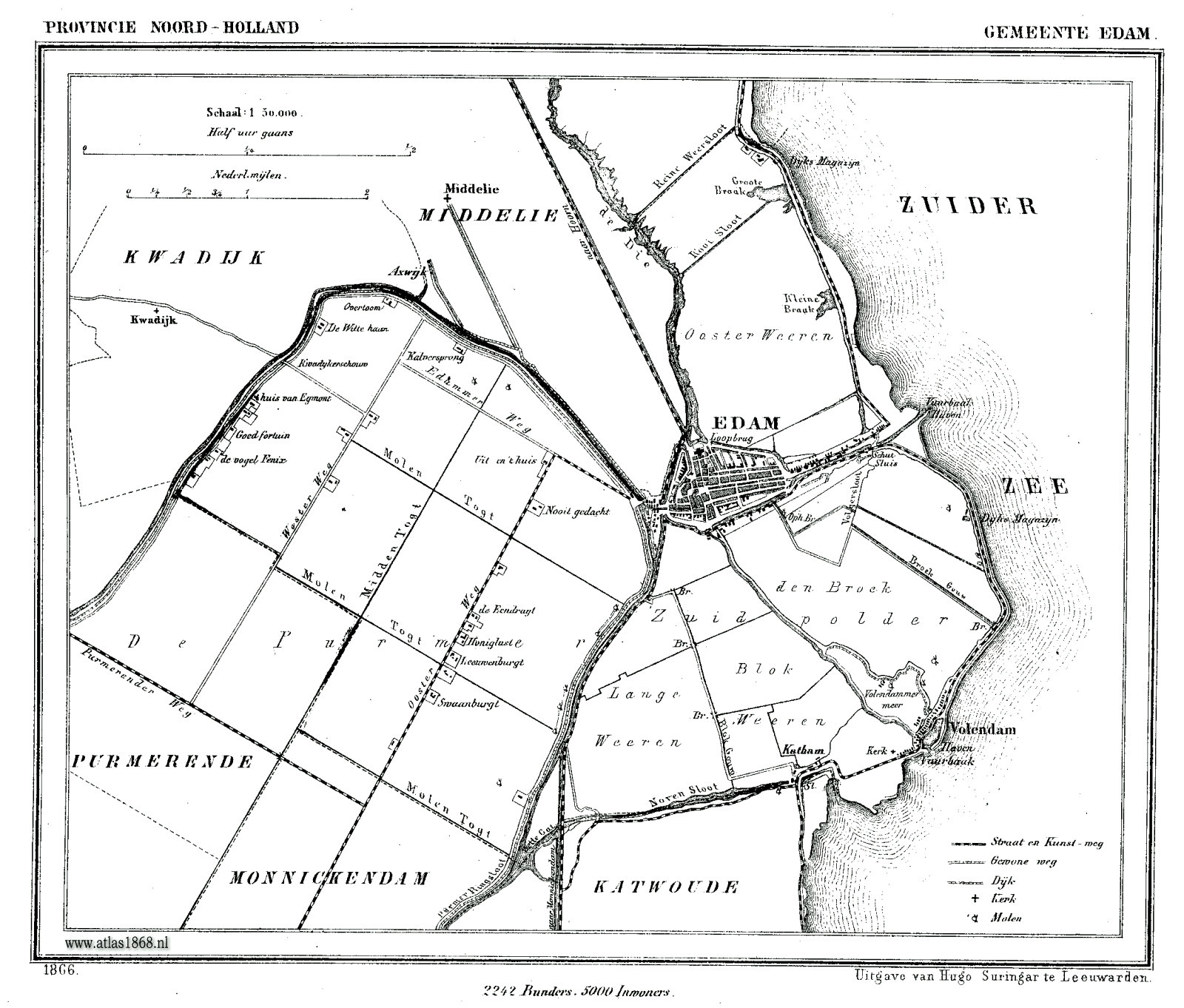
Jacob Kuyper. Plattegrond van Edam. 1866
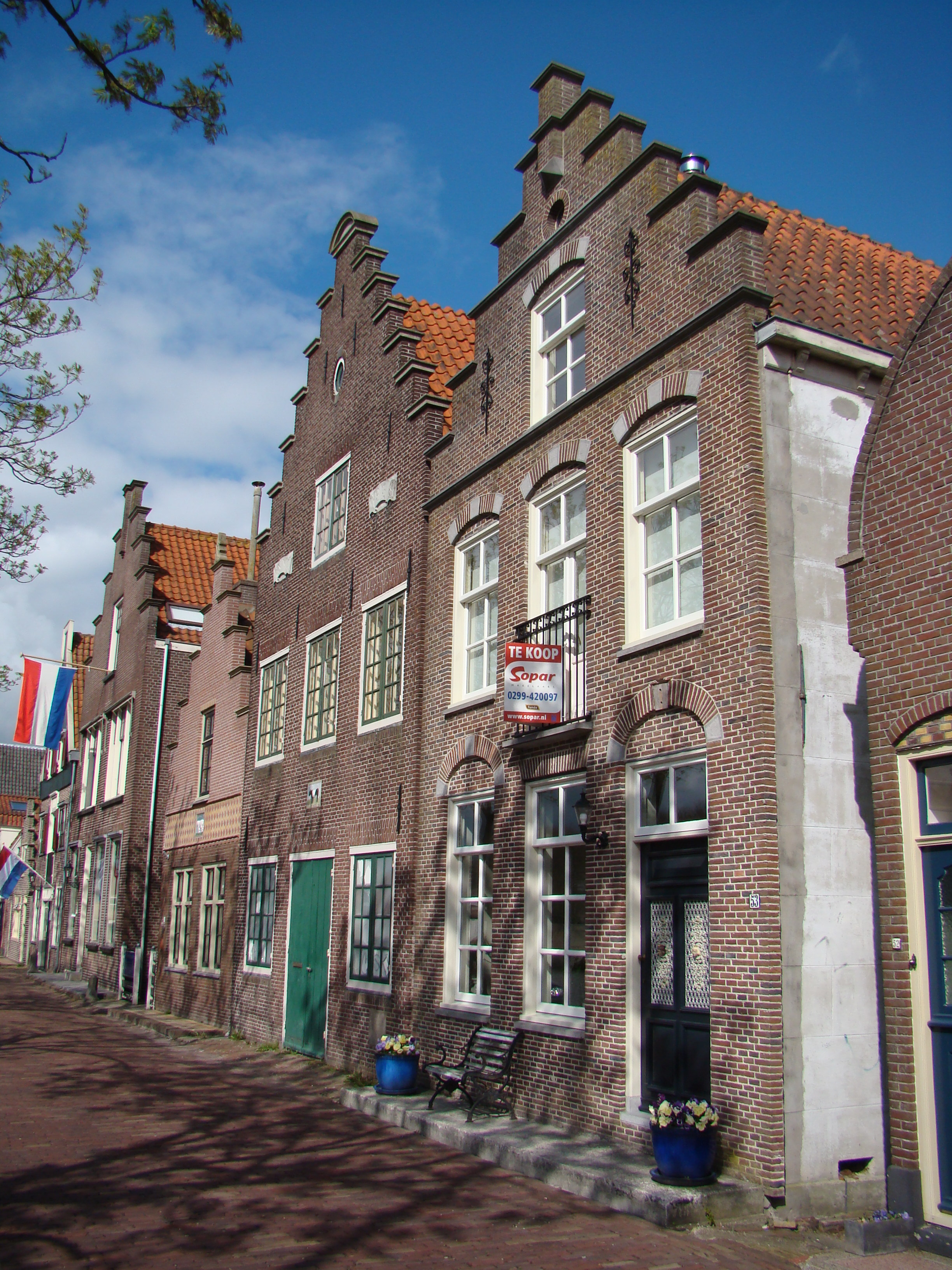
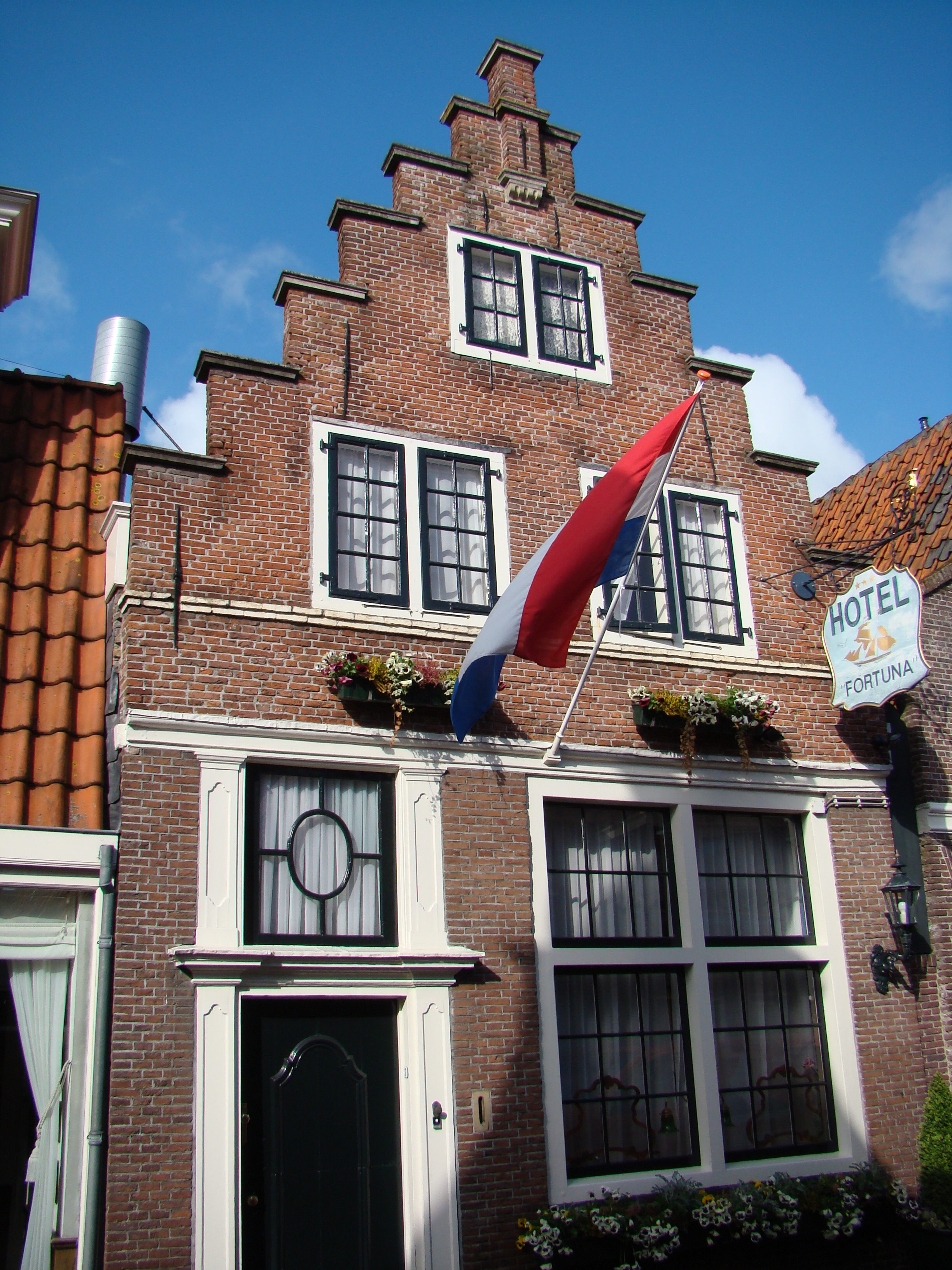
Hotel Fortuna
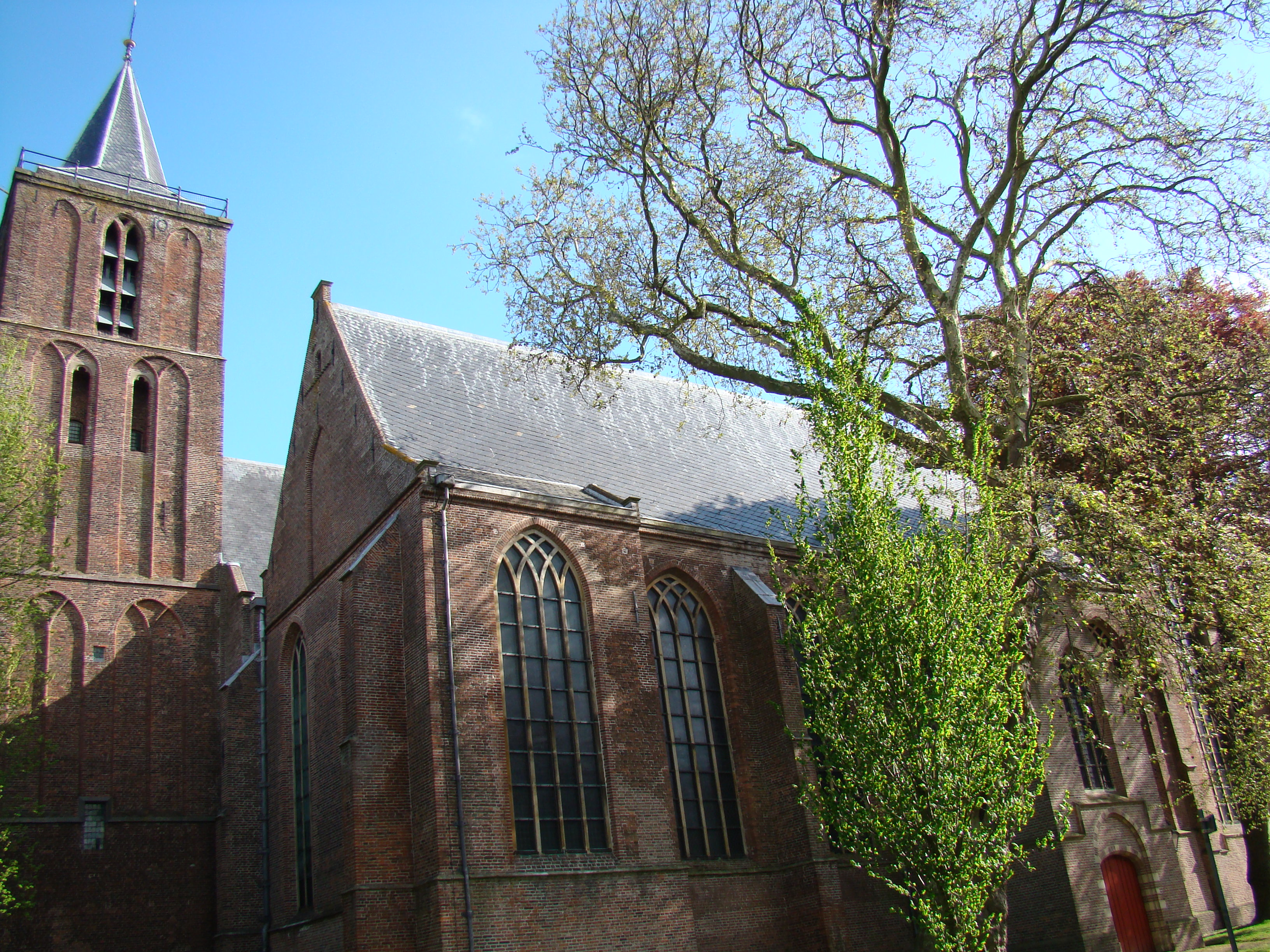
Grote of Sint-Nicolaaskerk
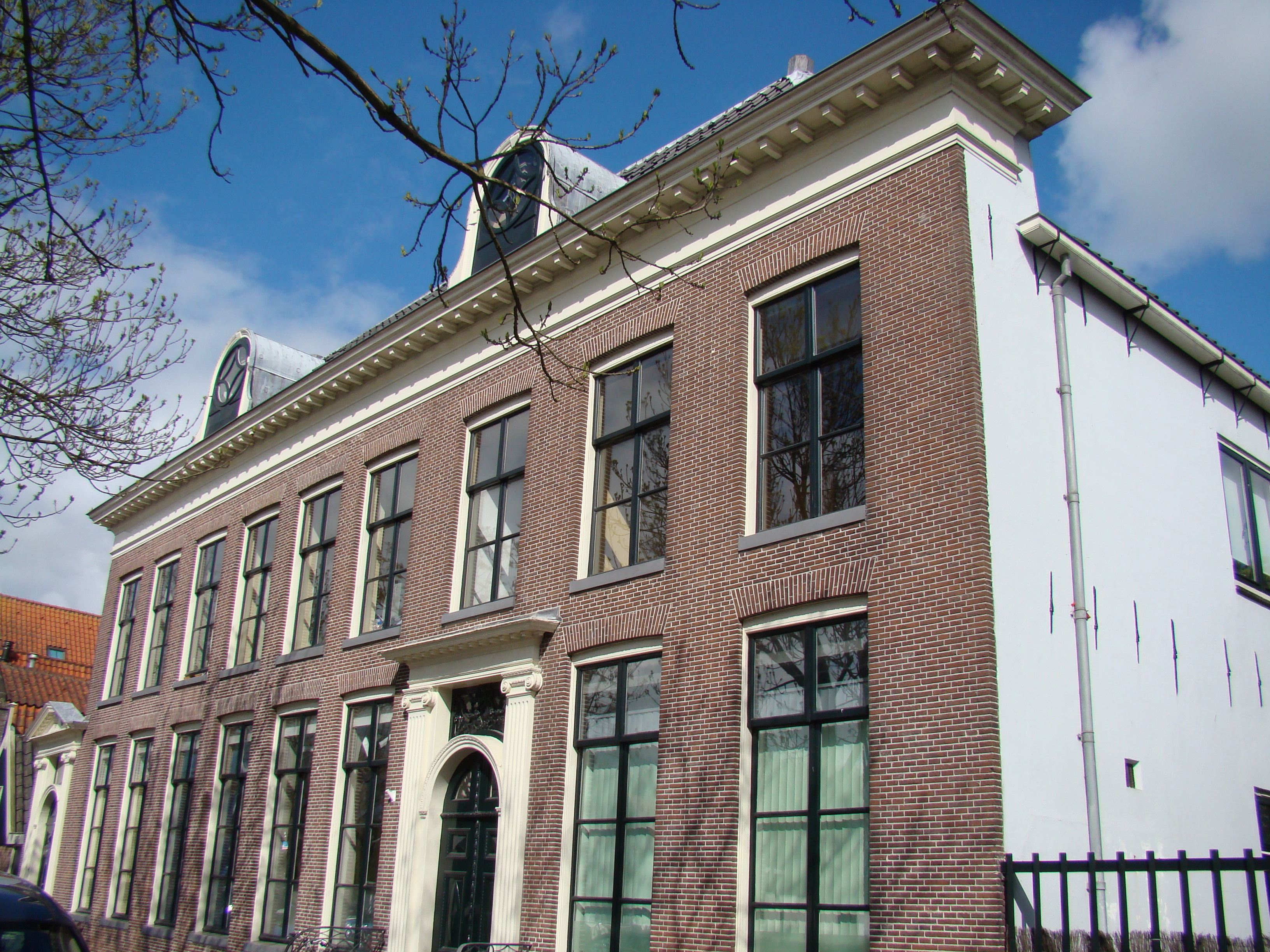
Voormalig diaconiehuis aan de Nieuwenhaven
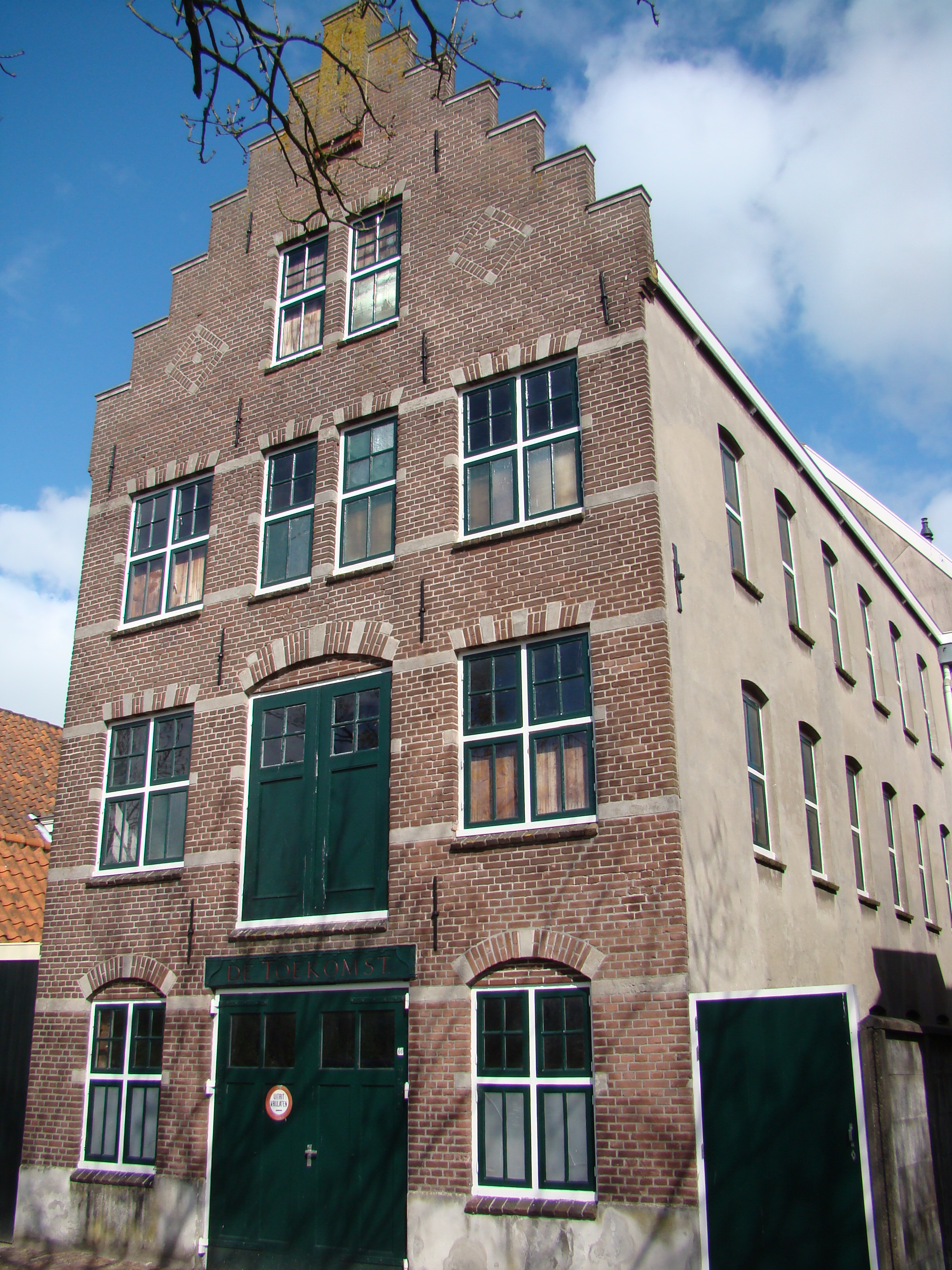
Voormalig kaaspakhuis De Toekomst
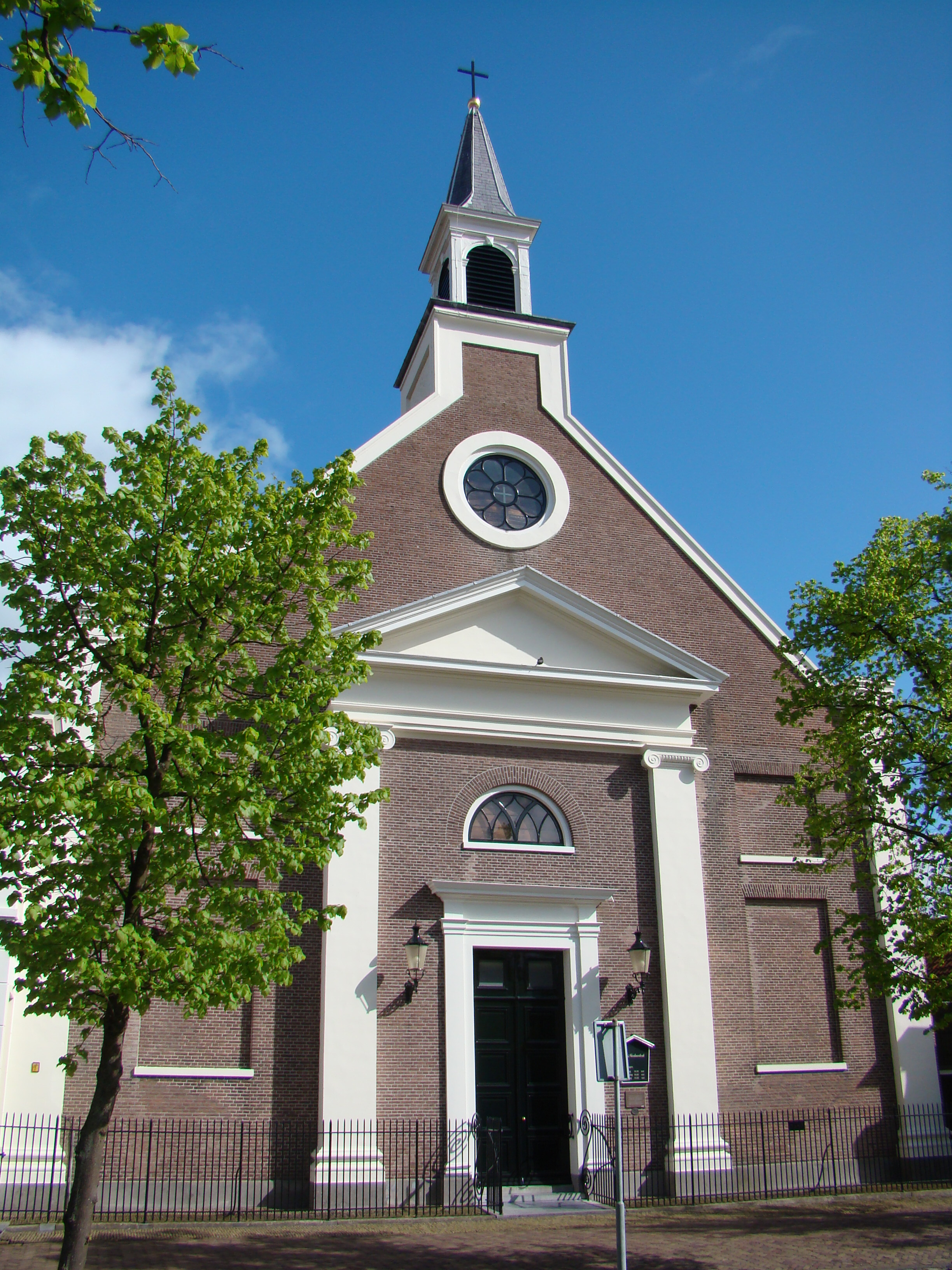
Heilige Nicolaaskerk
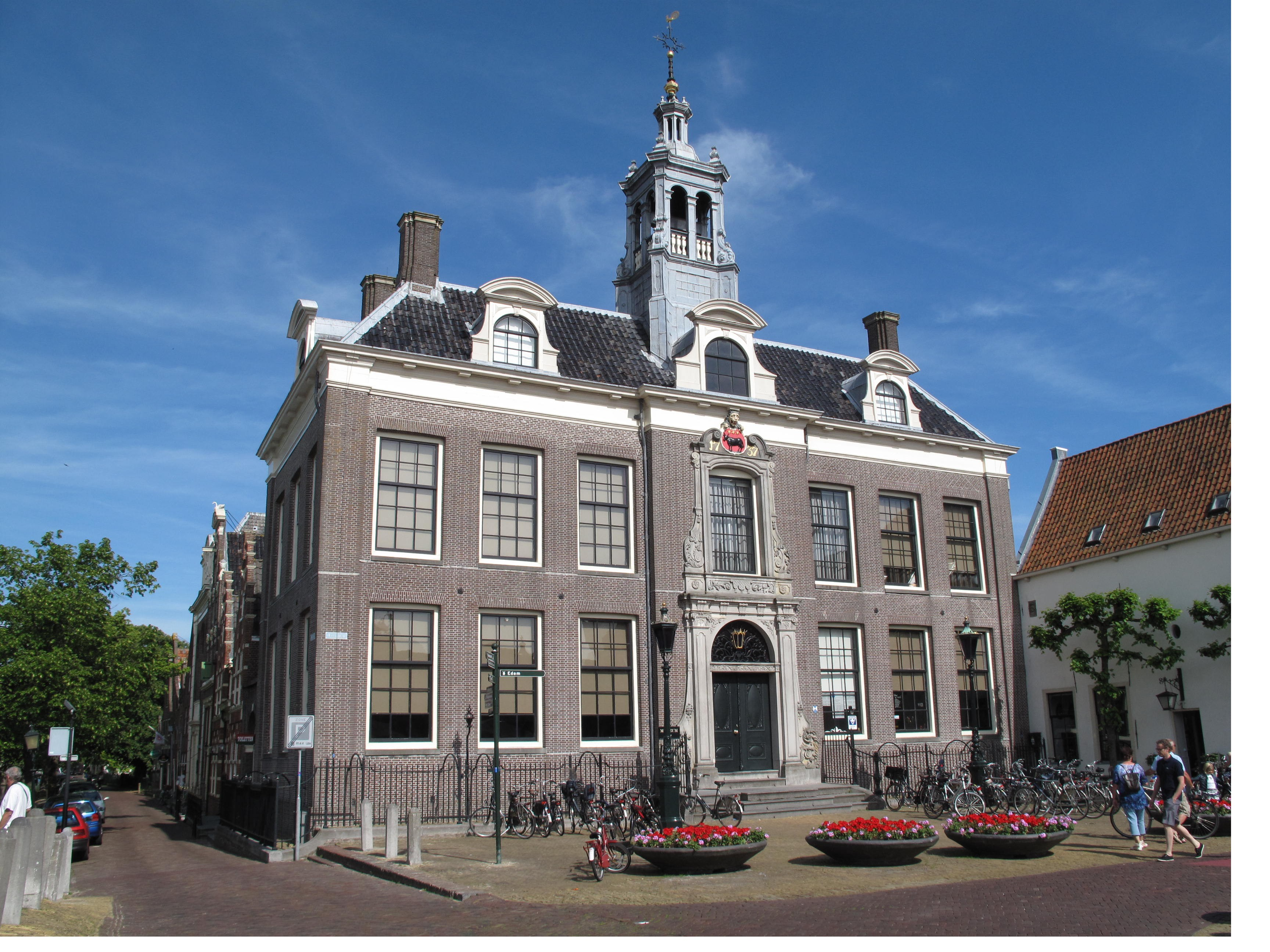
Raadhuis gelegen aan de Dam, onderdeel van het Edams Museum
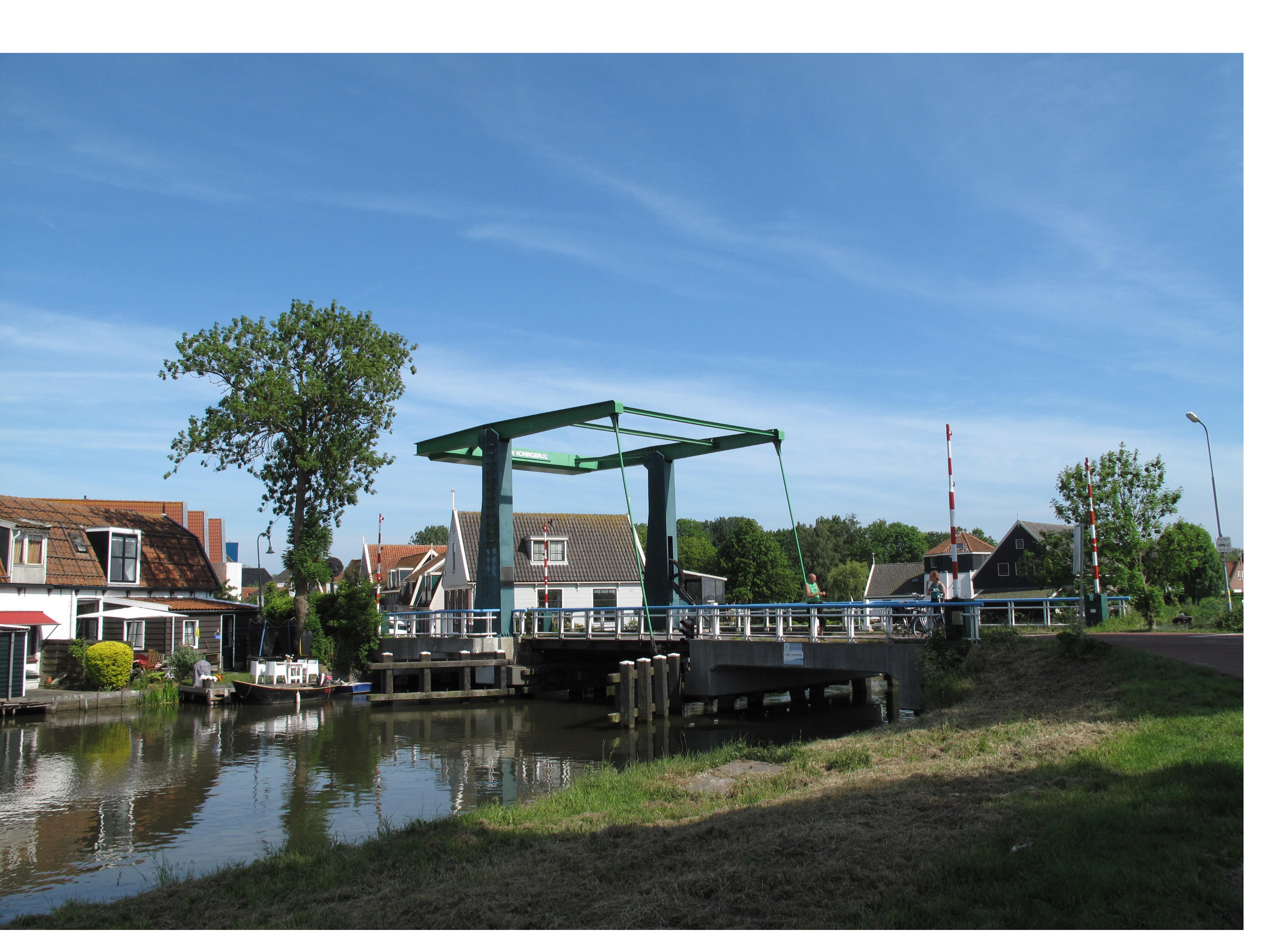
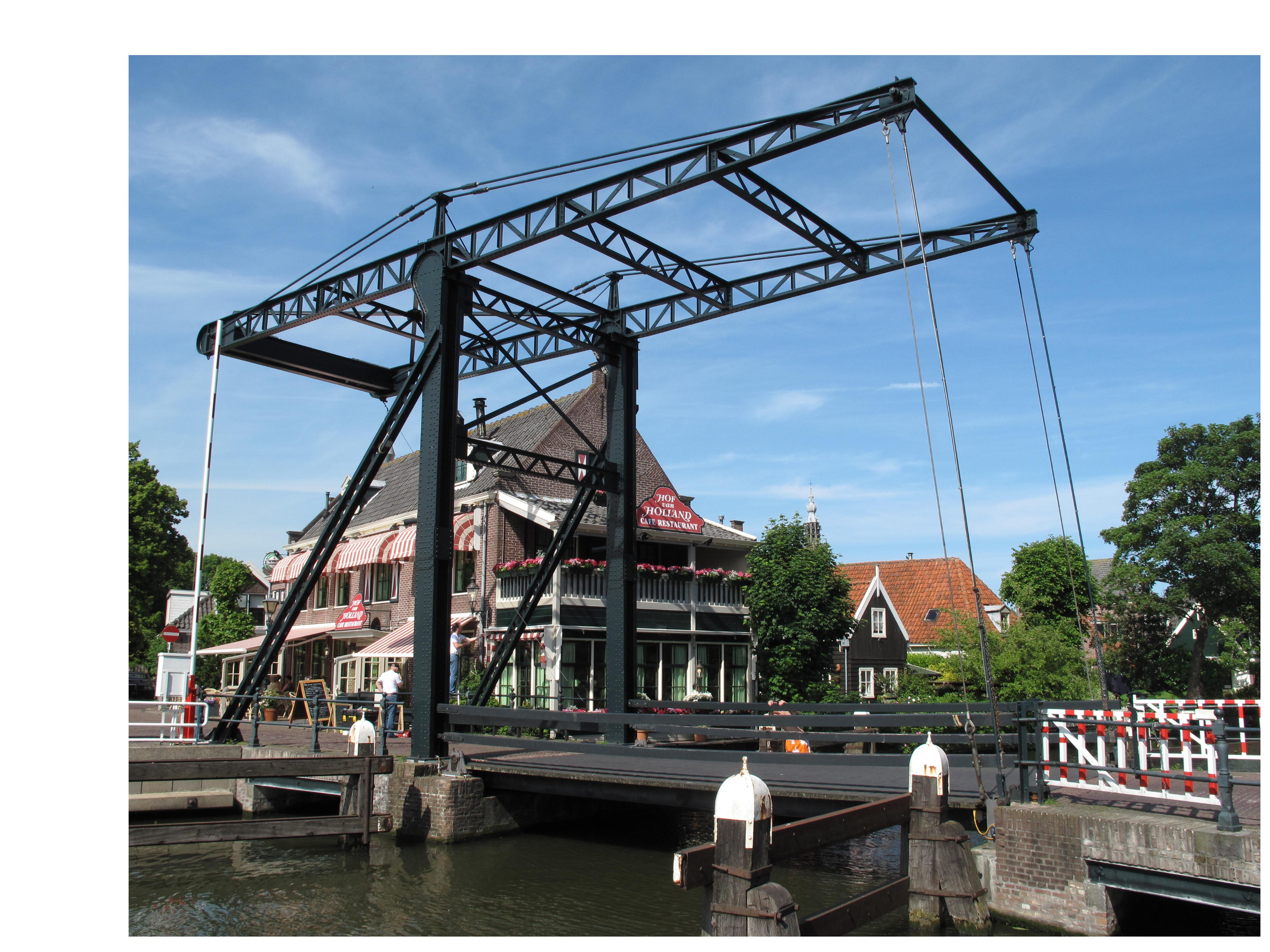
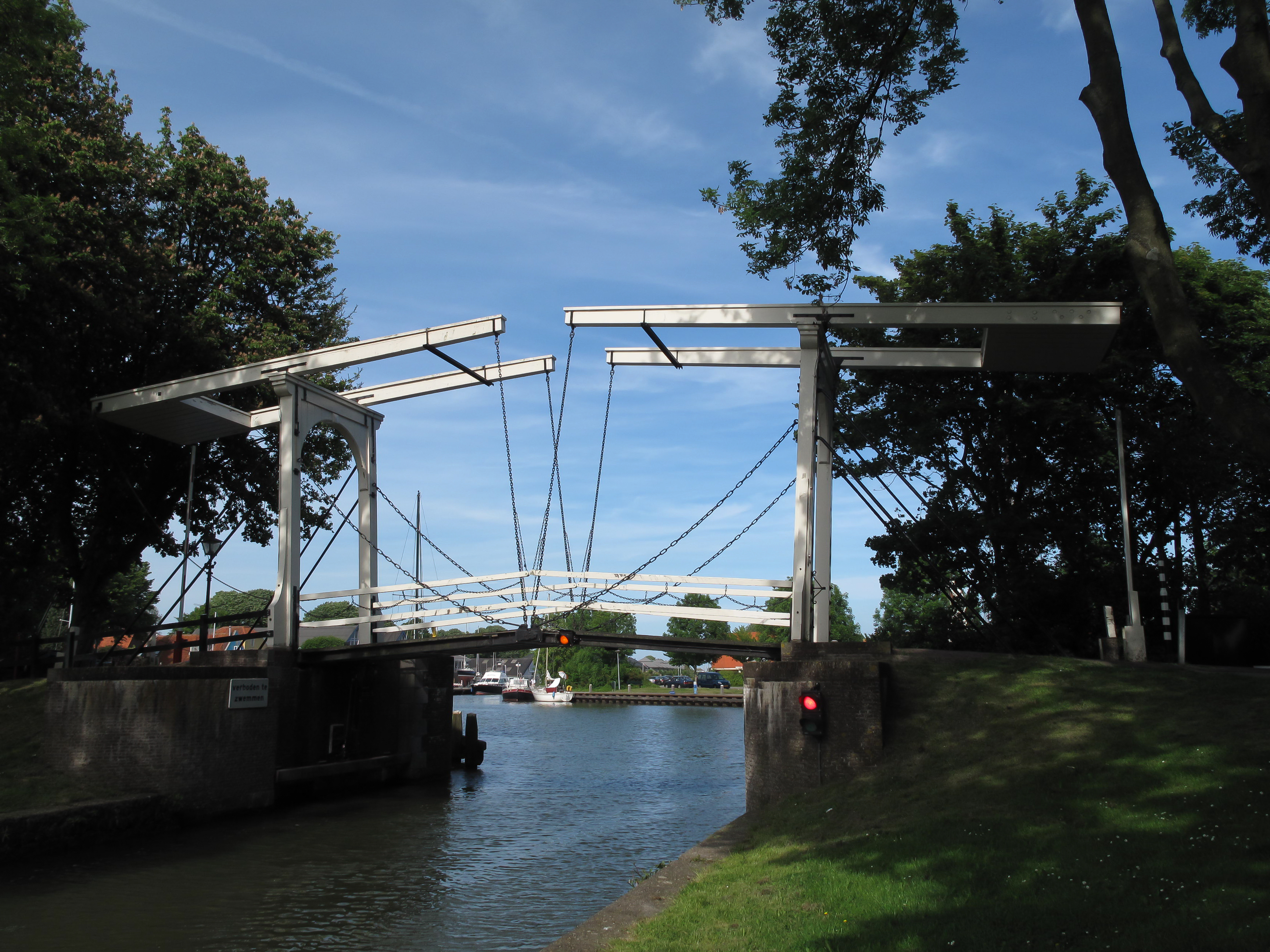

- 7e wielerronde van Edam Polygoonjournaal 1943
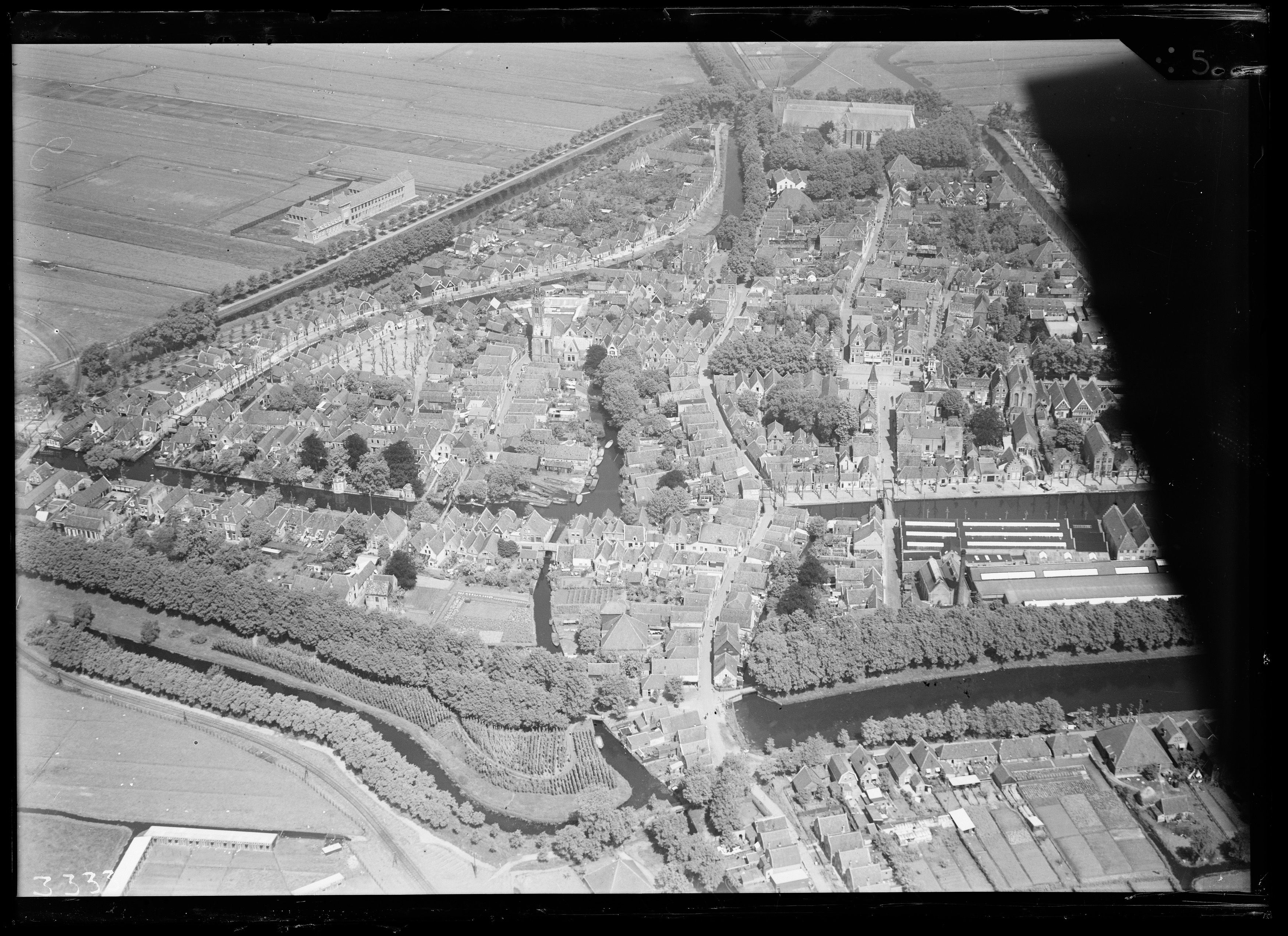
Luchtfoto van Edam (1920-1940)
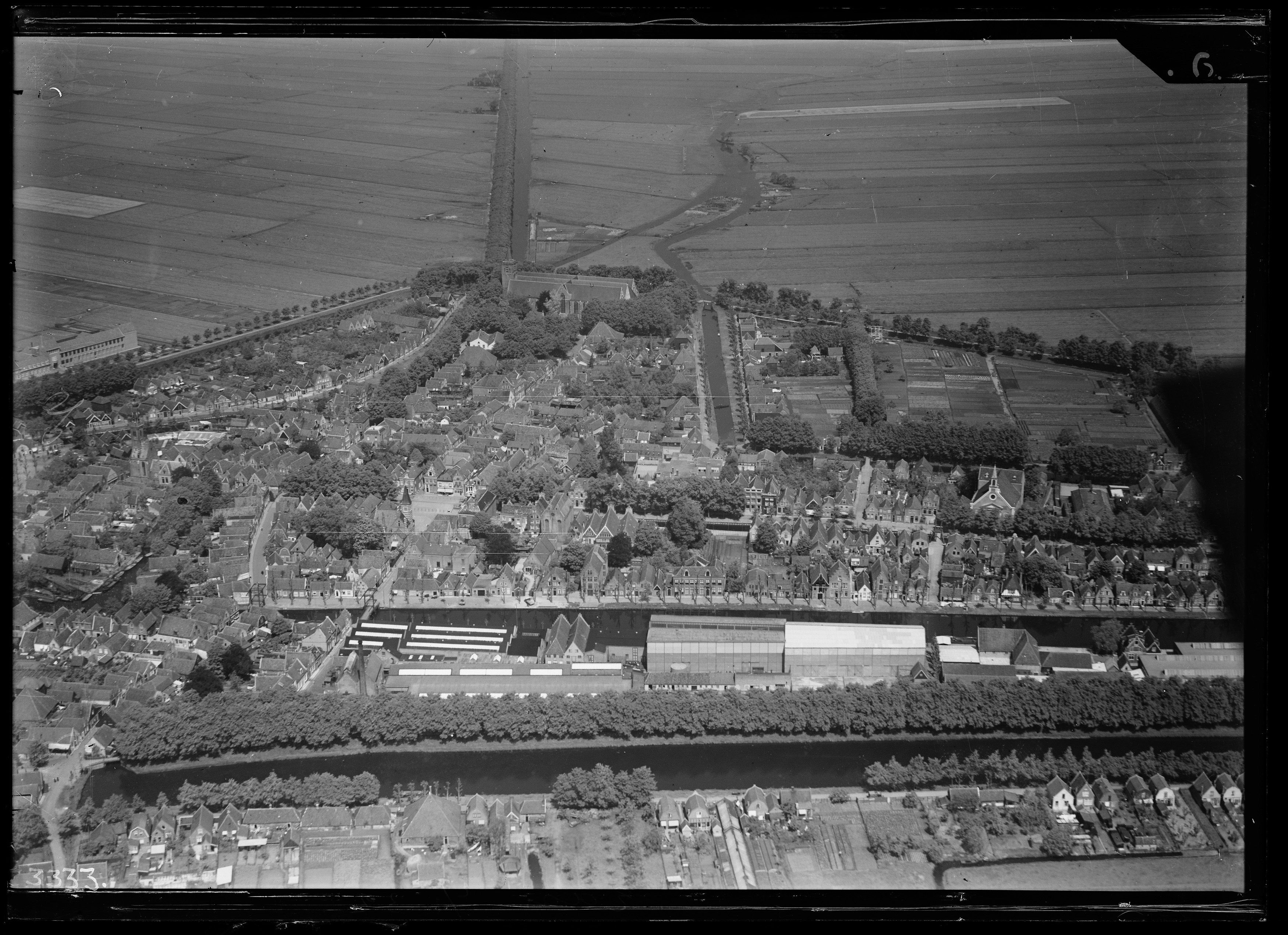
Luchtfoto van Edam (1920-1940)

Stad: Edam

Dorpen: Beets · Etersheim · Hobrede · Kwadijk · Middelie · Oosthuizen · Purmer (deels) · Schardam · Volendam · Warder

Buurtschappen: Axwijk · Katham · Verloreneinde
Noord-Holland: Steden en dorpen      Nederland: Provincies · Gemeenten